# Orthophytum jabrense
Orthophytum jabrense är en gräsväxtart som beskrevs av Baracho och José A. Siqueira Filho. Orthophytum jabrense ingår i släktet Orthophytum och familjen Bromeliaceae. Inga underarter finns listade i Catalogue of Life.